# Jorge de Lassaletta
Jorge Antonio Claudio y Régulo de Lassaletta (Mataró, Barcelona, España, 30 de marzo de 1922 - San Miguel de Tucumán, Tucumán, Argentina, 30 de mayo de 1990) fue un arquitecto argentino, catedrático y profesor consulto de la Universidad Nacional de Tucumán.

## Biografía
Nació en la ciudad de Mataró, y emigró siendo joven a la República Argentina, radicándose en la ciudad de San Miguel de Tucumán. 
Inició su trayectoria docente como ayudante estudiantil de la Facultad de Arquitectura de la UNT en el año 1948, recibiendo posteriormente el título de arquitecto, expedido por la misma Universidad. Llegó sucesivamente a ser profesor adjunto y profesor titular jefe de Taller. 
Fue miembro del Consejo Directivo de la Facultad, cuya representación llevó en múltiples reuniones científicas y comisiones oficiales. Para el año 1957, figuró como consejero electo junto a los ingenieros Guillermo Torres Posse, Roberto Galíndez, Custodio Soria Bravo, y los arquitectos Adolfo Cavagna, Benigno Ramos y Carlos Andrés. En ese mismo año, el 9 de septiembre, asumió el arquitecto Eduardo Sacriste como Decano de la Facultad mediante unanimidad.
En el año 1964, obtuvo como distinción el segundo premio del Concurso Nacional para el Pabellón Argentino, en la Ciudad Universitaria de Madrid; obteniendo el primer premio el también arquitecto Horacio Baliero. 
Ya en el año 1978, para evitar la demolición del Teatro Alberdi, se encaró una refacción integral del edificio, en donde se lo tuvo como su principal impulsor. Se incluyó la adaptación de algunos espacios para el funcionamiento de la Orquesta Sinfónica Universitaria y de las Escuelas de Danza y de Teatro Universitario. Las obras se demoraron y culminaron en 1989, debido a problemas presupuestarios. Conjuntamente ya se encontraba en otro proyecto, para el diseño y creación de un nuevo edificio para la Escuela de Agricultura y Sacarotecnia de la UNT.
Se encargó de la remodelación, acondicionamiento y disposición del edificio para el Centro Cultural Eugenio Flavio Virla, el primer centro cultural del noroeste argentino, siendo inaugurado el 26 de octubre de 1984.
En 1990, estando en su domicilio, sufrió una apoplejía, por lo que fue derivado a la Guardia del Hospital Padilla, en donde falleció, a un año antes de poder ver la inauguración del edificio central en el que había estado trabajando para la Escuela de Agricultura y Sacarotecnia, que actualmente continúa vigente en Horco Molle, Yerba Buena.
Se casó en dos oportunidades. Frutos de su primer matrimonio, tuvo de hijos a Teresa, Claudia, María Emilia, Ana María, y Jorge.